# Гуарани-дас-Мисойнс
Гуарани-дас-Мисойнс (порт. Guarani das Missões)  —  муниципалитет в Бразилии, входит в штат Риу-Гранди-ду-Сул. Составная часть мезорегиона Северо-запад штата Риу-Гранди-ду-Сул. Входит в экономико-статистический  микрорегион Серру-Ларгу. Население составляет 8515 человек на 2006 год. Занимает площадь 290,495 км². Плотность населения — 29,3 чел./км².

## История
Город основан 27 мая 1959 года. 

## Статистика
- Валовой внутренний продукт на 2003 составляет 110.681.602,00 реалов (данные: Бразильский институт географии и статистики).
- Валовой внутренний продукт на душу населения на 2003 составляет 12.673,95 реалов (данные: Бразильский институт географии и статистики).
- Индекс развития человеческого потенциала на 2000 составляет 0,776 (данные: Программа развития ООН).

## География
Климат местности: субтропический гумидный.